# ربنة
ربنة أو رفينة أو رَفينا أو (نقحرة: رافينا) (بالإيطالية: Ravenna)‏. مدينة إيطالية بإقليم إميليا رومانيا يقطنها 151997 ساكن، عاصمة مقاطعة ربنة، والمدينة الأكبر والأهم تاريخياً بمنطقة رومانيا. أراضيها البلدية هي الثانية من حيث المساحة في إيطاليا (652.83 كم²)، ولا يتجاوز في ذلك سوى روما.
المدينة ليست ساحلية ولكنها تتصل بالبحر البنادقة عبر قناة كانديانو الملاحية. المواصلات مضمونة عبر الميناء أو السكك الحديدية أو الطرق السريعة ؛ في محلة بونتا مارينا تيرمي توجد محطة ربنة بونتا مارينا للأرصاد جوية، معترفٌ بها رسمياً من قِبل المنظمة العالمية للأرصاد الجوية وتعد مرجعاً لدراسة المناخ وتميز المدينة وواجهتها الساحلية.
أقرب مطار للمدينة هو مطار فورلي، كما يوجد مطار صغير في ضواحي مدينة ربنة وهو مقر نادي المظليين، ونظرا لصغر حجم مدرج الهبوط، فإن المنشأة مخصصة تقريباً بشكل حصري للرحلات السياحية.
كانت ربنة عاصمة ثلاث مرات : أولاً من للإمبراطورية الرومانية الغربية، ولاحقاً من لمملكة القوط الشرقيين وإكسرخسية رافينا. واليوم هي مقاطعة ربنة.

## السكان
في سنة 1861 بلغ عدد السكان 55٬973 نسمة، وتطور العدد ليصل في سنة 2011 لـ 153٬740 نسمة.
يظهر هذا المخطط البياني تطور النمو السكاني لـ ربنة

## التاريخ

### التاريخ المبكر
أصول ربنة غير مؤكدة. فربما أول من استوطنها إما إلى التيرهينيين أو إلى التيساليين أو إلى الأومبريين. تكونت ربنة من بيوت مبنية على الماء في سلسلة من الجزر الصغيرة في بحيرة لاغونية في وضع مشابه لذلك الذي في البندقية بعد عدة قرون.

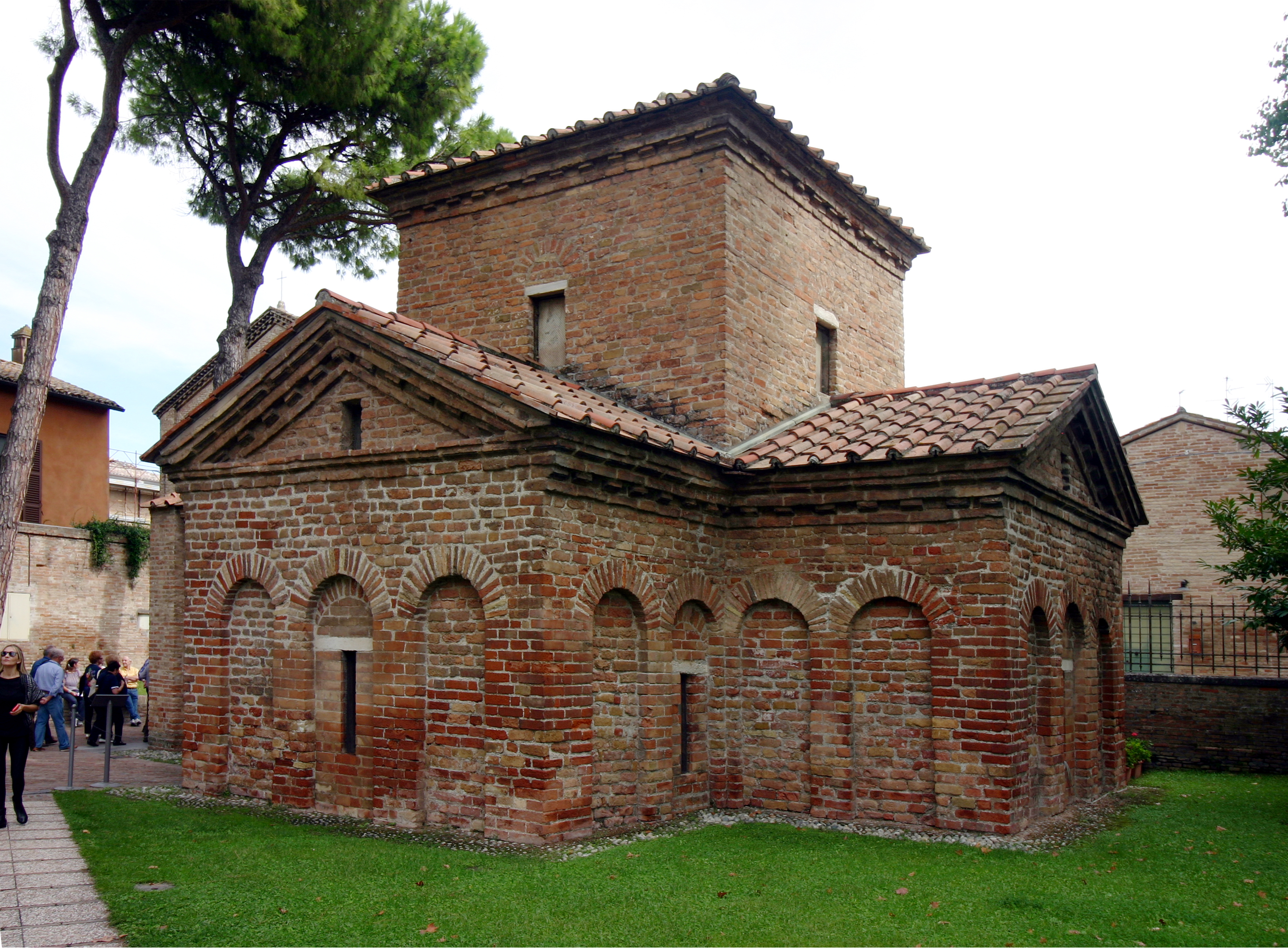
ضريح غالا بلاسيديا

تجاهلها الرومان أثناء استيلاءهم على دلتا نهر بو، ولكنهم قبلوها لاحقا في الجمهورية الرومانية كمدينة إتحادية عام 89 قبل الميلاد. وفي عام 49 قبل الميلاد، كانت موقع تجمع قوات يوليوس قيصر قبل عبور نهر روبيكوني. لاحقا وبعد معركته ضد مارك انطونيو عام 45 قبل الميلاد أسس الأمبراطور أوغسطس مرفأ كلاسي العسكري. هذا المرفأ كان محميا في البداية بأسواره الخاصة به وكان محطة هامة للأسطول الأمبراطوري الروماني. اليوم المدينة لا تطل على البحر ولكنها بقيت ميناء هاما على البحر الادرياتيكي حتى القرون الوسطى المبكرة.
أثناء الحملات الجرمانية استقر الحال بكل من توسنيلدا أرملة أرمينيوس، وماربود ملك الماركومانيين في ربنة.
شهدت ربنة ازدهارا كبيرا في ظل حكم الرومان. في بداية القرن الثاني بنى الإمبراطور تراجان قناة بطول 70 كيلومترا. في عام 402 نقل الأمبراطور هونوريوس عاصمة الإمبراطورية الرومانية الغربية من ميلانو إلى ربنة. وكان النقل أساسا لأغراض دفاعية : فربنة محاطة بالأهوار والمستنقعات وصعبة الوصول على قوات الامبراطورية الرومانية الشرقية. ومع ذلك وفي عام 409 اجتاز ألاريك الأول ملك القوط الغربيين ربنة بسهولة، ومضى لاحتلال روما آخذا غالا بلاسيديا ابنة الإمبراطور ثيودوسيوس الأول كرهينة. وبعد تقلبات عديدة عادت غالا بلاسيديا إلى ربنة مع ابنها الإمبراطور فالانتينيان الثالث وبدعم من ابن أخيها ثيودوسيوس الثاني. تمتعت ربنة بفترة سلام غير مسبوقة، وهي الفترة التي ازدهرت فيها المسيحية، واكتسبت المدينة أشهر معالمها سواء العلمانية (التي دمرت) والمسيحية (التي حفظت إلى حد كبير).

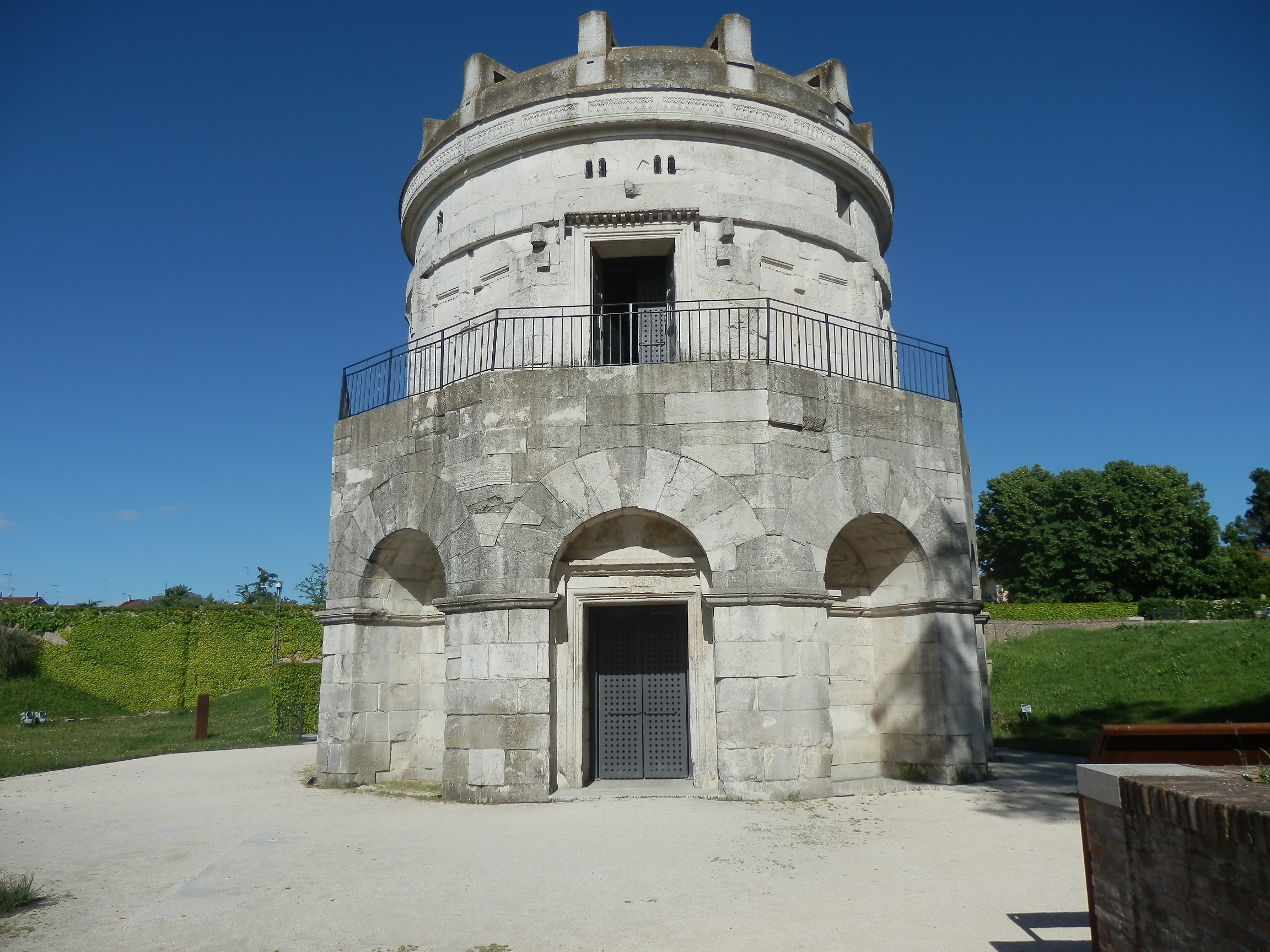
ضريح ثيودوريك العظيم

سقطت الامبراطورية الرومانية الغربية في عام 476. فقد أرسل إمبراطور الشرقية زينون ثيودوريك العظيم ملك القوط الشرقيين لاستعادت شبه الجزيرة الإيطالية. بعد معركة فيرونا تقهقر أودواكر إلى ربنة، حيث تحمل حصارا من ثيودوريك دام ثلاث سنوات، حتى استولى على ريميني فحرم ربنة من الإمدادات. وبعد أن قتل ثيودوريك أودواكر أصبحت ربنة عاصمة لمملكة القوط الشرقيين في إيطاليا.
بعد عام 493 استخدم ثيودوريك الممعماريين الرومان لبناء أبنية علمانية ودينية، بما في ذلك القصر المفقود قرب سان أبوليناري نووفو ؛ كان قصر ثيودوريك (Palazzo di Teodorico) مبنى إضافي. كان ثيودوريك واتباعه أريانيين ولكنهم تعايشوا سلميا مع اللاتين. توفي ثيودوريك عام 526 وخلفته ابنته أمالاسونتا والتي قتلت في عام 535.
بيد أن الإمبراطور البيزنطي جستنيان الأول كان أرثوذكسيا متعصبا، وعارض كل من حكم القوط الشرقيين واختلاف مسيحية الأريانيين، وفي عام 535 غزا إيطاليا وعام 540 استولى على ربنة. وأصبحت ربنة مقرا للحكومة البيزنطية في إيطاليا. واستفاد ما سمي الإصلاح الإمبراطوري في ربنة أيضا من ميناء كلاسي القريب، الذي يسمى أحيانا بومبيي أواخر العصر القديم. أوضح بقايا تلك الفترة كنيسة سانت أبوليناري (القرنين السادس والسابع). وإن كان ميناء كلاسي تأسس خلال الفترة الرومانية إلا إنه ازدهرت بشكل أساسي خلال حكم الإمبراطورية البيزنطية. فميناء ربنة كان واحد من أهم أرصفة التبادل التجاري في القرنين السادس والسابع والميناء الرئيسي للضفة الإيطالية من البحر الادرياتيكي.

### إكسرخسية رافينا البيزنطية
بعد فتوحات الجنزال بيليساريوس لصالح الإمبراطور جستنيان الأول في القرن السادس، أصبحت ربنة مقرا للحاكم البيزنطي في إيطاليا، وكانت معروف باسم إكسرخسية رافينا Esarcato d'Italia. وكانت تلك هي الفترة التي كُتب فيها علم أوصاف الكون ربنة.

### العصور الوسطى والعصر الحديث

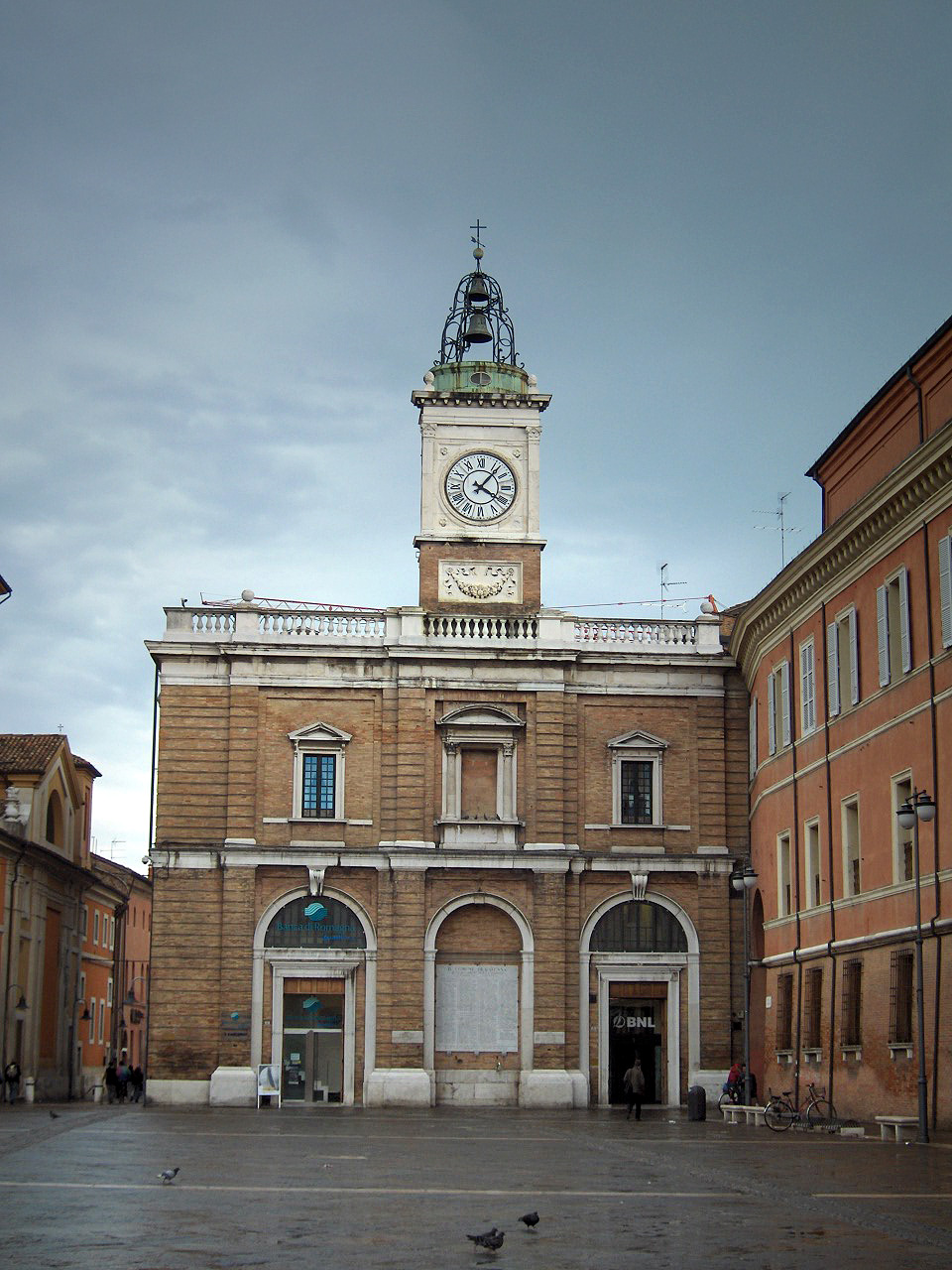
ساحة الشعب Piazza del Popolo

احتل اللومبارديون تحت حكم الملك ليوتبراندو ربنة عام 712، ولكنهم اضطروا لإعادتها إلى البيزنطيين. ثم عاد واحتلها من بعده الملك أستولفو عام 751 منهياً بذلك حكم البيزنطيين في شمال إيطاليا.
هاجم بيبين الثالث «القصير» ملك فرنسا اللومبارديين بأوامر من البابا ستيفانوس الثاني. ثم أصبحت ربنة تابعة لأراضي الدولة البابوية في عام 784. وفي المقابل أعطى البابا هدريانوس الأول إذناً للملك شارلمان أن يأخذ أي شيئا يحب من ربنة، فنظم شارلمان ثلاث حملات لنهب ربنة مزيلا كميات هائلة من الأعمدة الرومانية والتماثيل والفسيفساء وغيرها من الموجودات المحمولة لإثراء عاصمته آخن.
تحت سيادة البابوية، تتمتع أسقف ربنة بصلحيات من الكنيسة الرومانية وهو امتياز حصل عليه تحت الحكم البيزنطي. بسبب هبات الأباطرة الأوتونيون كان أسقف ربنة هو الأغني في إيطاليا بعد البابوية، وبالتالي كان قادرا أحيانا على التحدي بنجاح لسلطة البابا المتزامنة.
في عام 1198 قادت ربنة عصبة مدن رومانيا ضد الإمبراطور واستطاع البابا قهرها. بعد حرب عام 1218 استطاعت عائلة ترافرساري فرض حكمها في المدينة والذي استمر حتى عام 1240. بعد فترة قصيرة تحت حكم نائب الإمبراطور عادت ربنة إلى الدولة البابوية عام 1248، ومرة أخرى إلى آل ترافرساري حتى عام 1275 لما أقام آل دا بولينتا حكمهم طويل الأمد. أحد أبرز ساكني ربنة هذا الوقت كان الشاعر المنفي دانتي. آخر حكام دا بولينتا كان أوستازيو الثالث والذي أطاحت به جمهورية البندقية في عام 1440 وضمت المدينة إلى أراضي الفينيسية.
حكمت البندقية ربنة حتى عام 1509، عندما تم غزو المنطقة في خِضم الحروب الإيطالية. في عام 1512 وأثناء حروب الرابطة المقدسة احتل الفرنسيون ربنة.

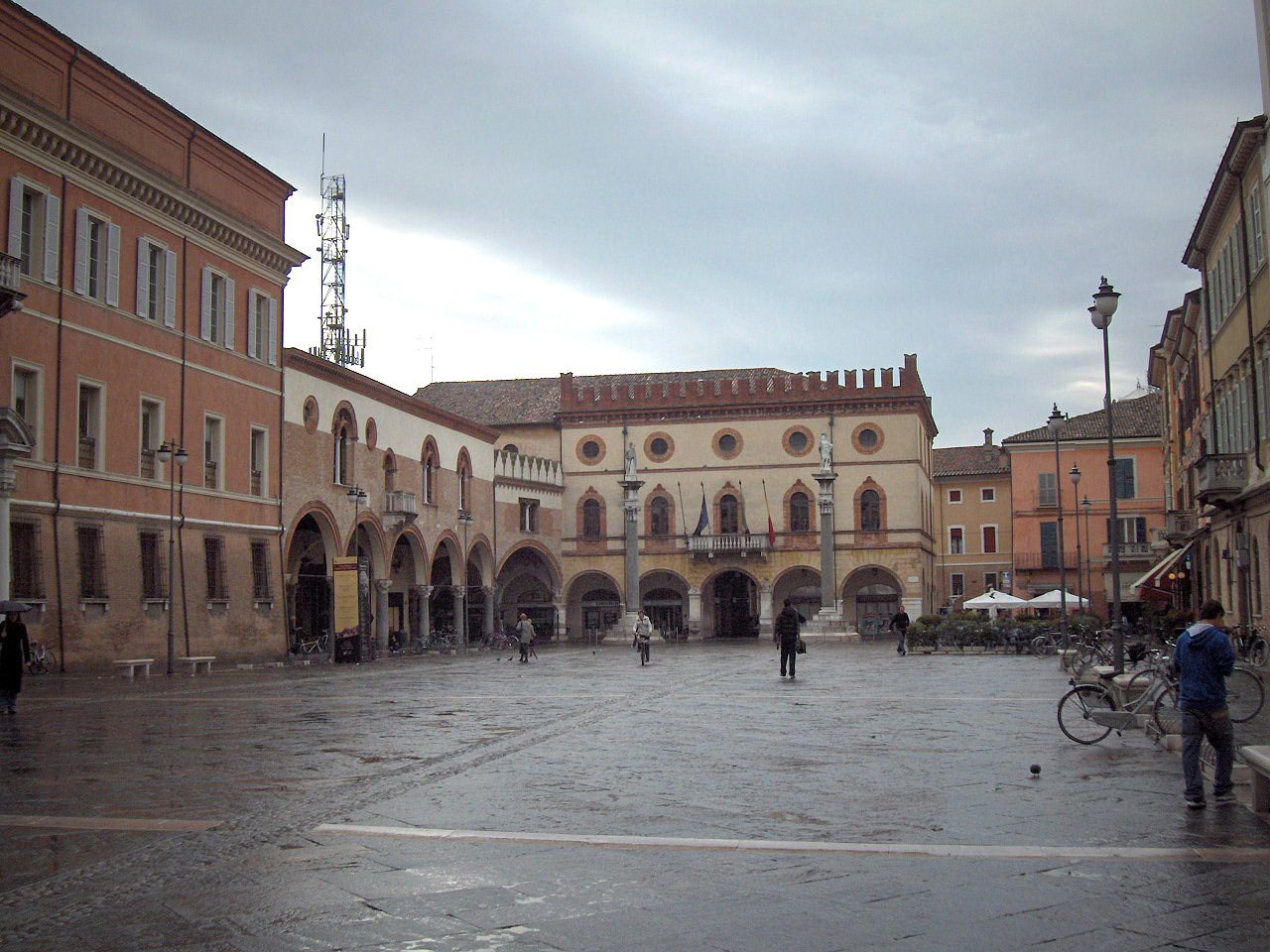
ساحة الشعب Piazza del Popolo

بعد انسحاب البندقية، حكم ربنة من جديد مندوبون من البابا كجزء من الدولة البابوية. أصيبت المدينة بأضرار هائلة جراء الفيضانات في آيار / مايو عام 1636، وعلى مدى ثلاثة قرون تالية أقيمت شبكة قنوات قرب النهر وتم تجفيف المستنقعات المجاورة، مما قلل من احتمال حدوث فيضانات كبيرة وكوَّن حزاماً كبيراً من الأراضي الزراعية حول المدينة.
باستثناء فترة قصيرة أخرى من الاحتلال الفينيسي (1527-1529) بقيت ربنة جزءا من الدولة البابوية حتى عام 1796 عندما أصبحت تابعة للدولة العميلة لفرنسا الجمهورية الألبية. أعيدت إلى البابا في عام 1814. وفي إطار عملية توحيد إيطاليا دخلتها قوات بييمونتية في عام 1859 فأصبحت ربنة ومنطقة رومانيا المحيطة جزءا من مملكة إيطاليا الموحدة الجديدة في عام 1861.

## أهم المعالم
ثمانية من أوائل المعالم المسيحية في ربنة وضعت ضمن قائمة مواقع التراث العالمي وهي :
- Battistero Neoniano بيت المعمودية النيونية 430 م
- Mausoleo di Galla Placidia ضريح غالا بلاشيديا 430 م
- Battistero degli Ariani بيت معمودية الطائفة الأريانية 500 م
- Cappella Arcivescovile مصلى رئيس الأساقفة 500 م
- Basilica of Sant'Apollinare Nuovo كاتدرائية سانت أبوليناري الجديدة 500 م
- Mausoleo di Teodorico ضريح تيودوريكو 520 م
- Basilica of San Vitale كاتدرائية سان فيتالي 548 م
- Basilica di Sant'Apollinare in Classe كاتدرائية سانت أبوليناري إن كلاسي 549 م

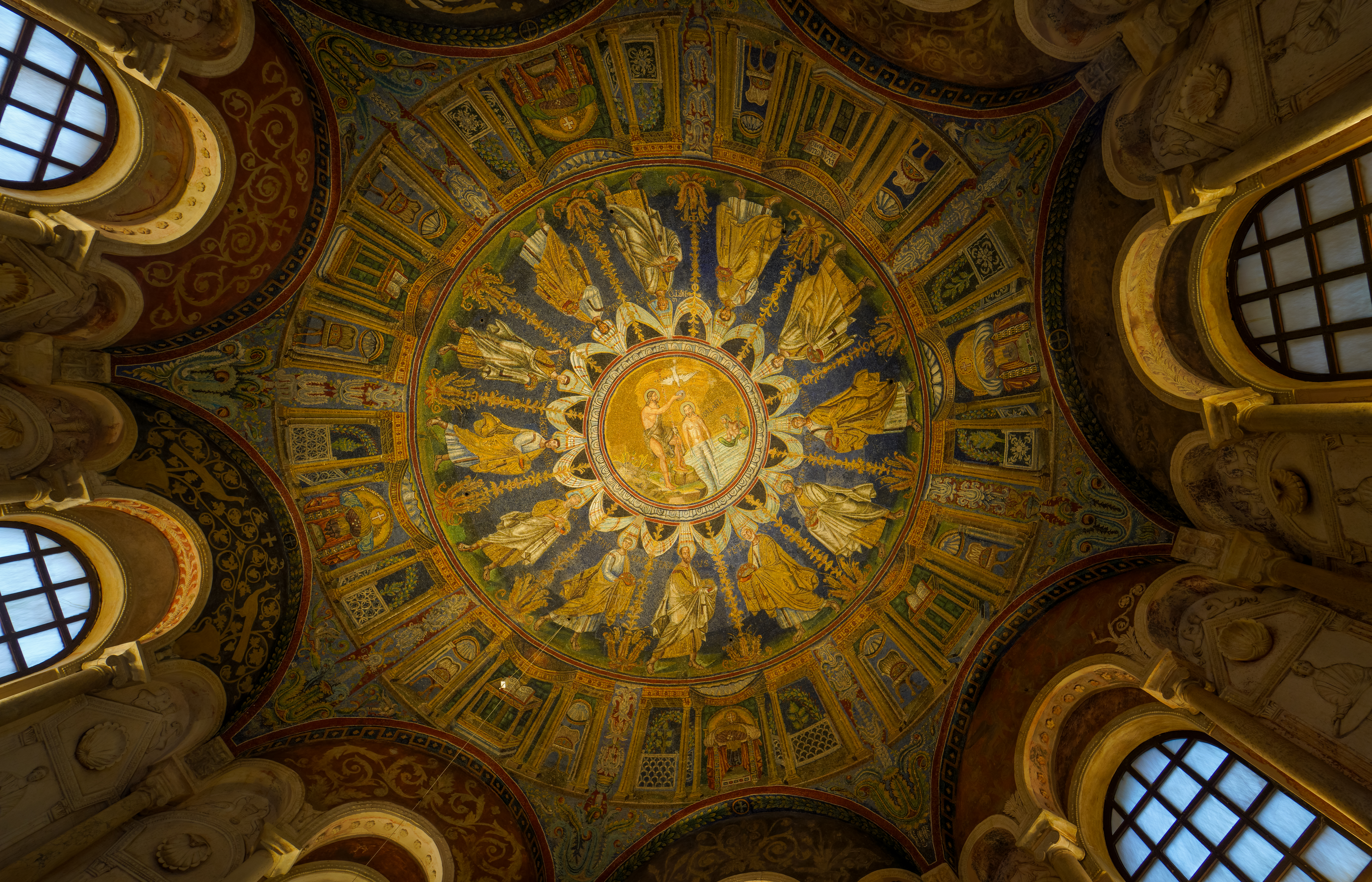
فسيفساء سقف بيت المعمودية النيونية
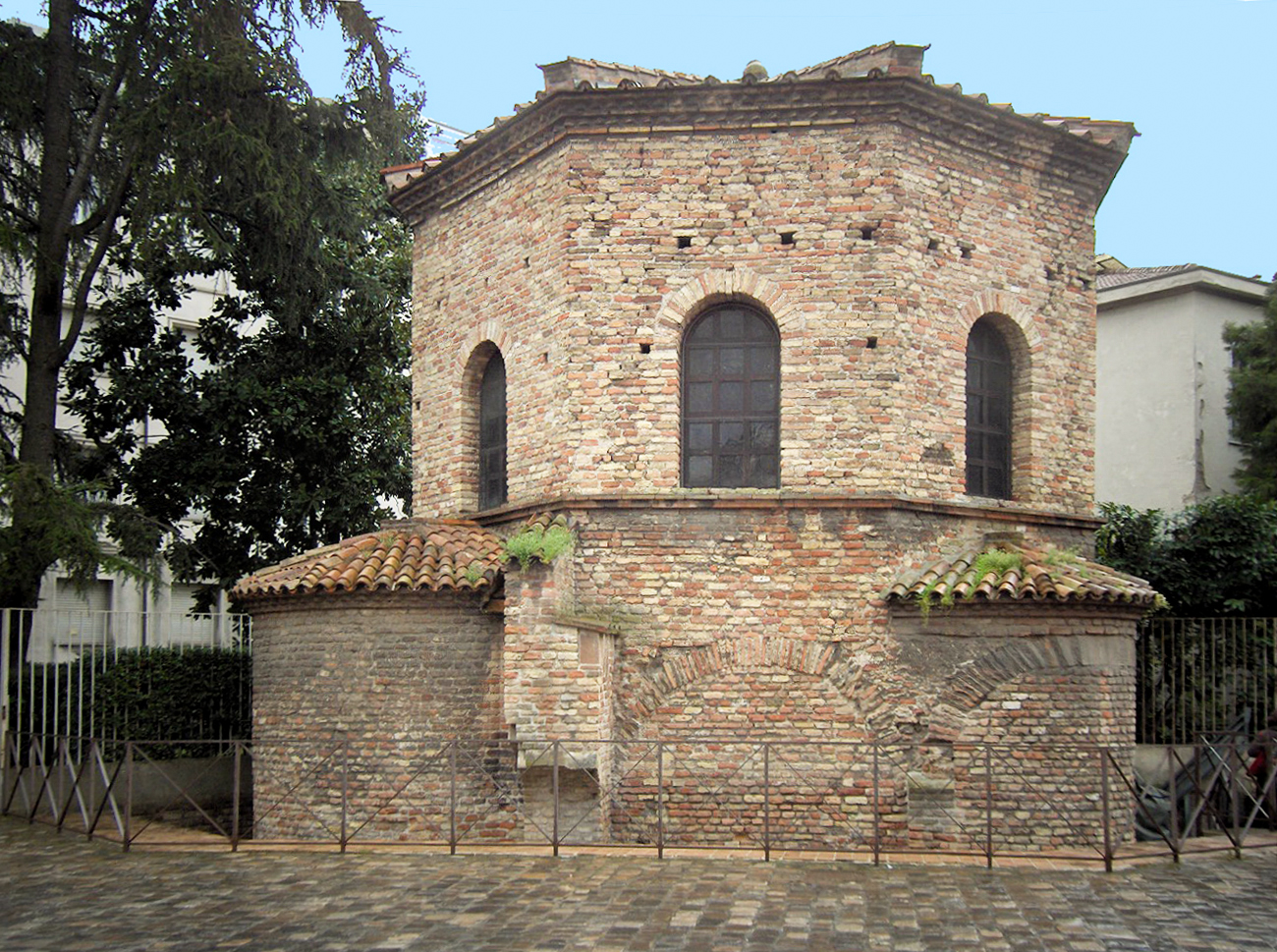
بيت معمودية الطائفة الأريانية
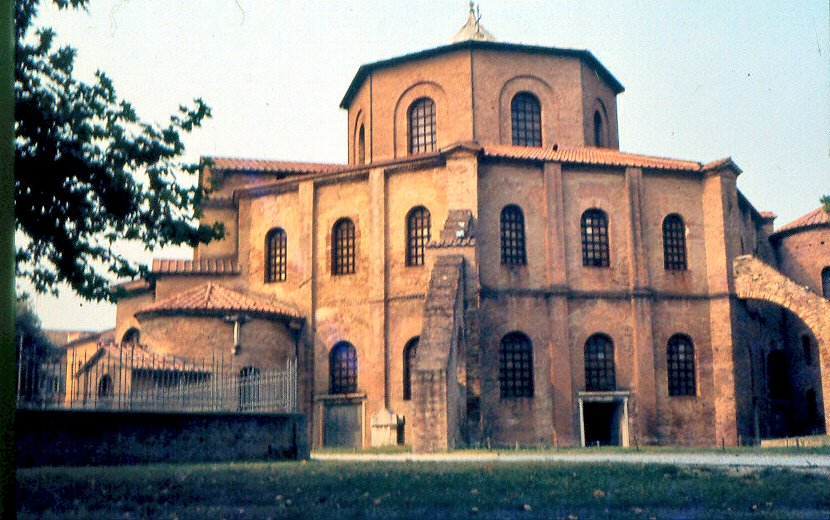
كاتدرائية سان فيتالي
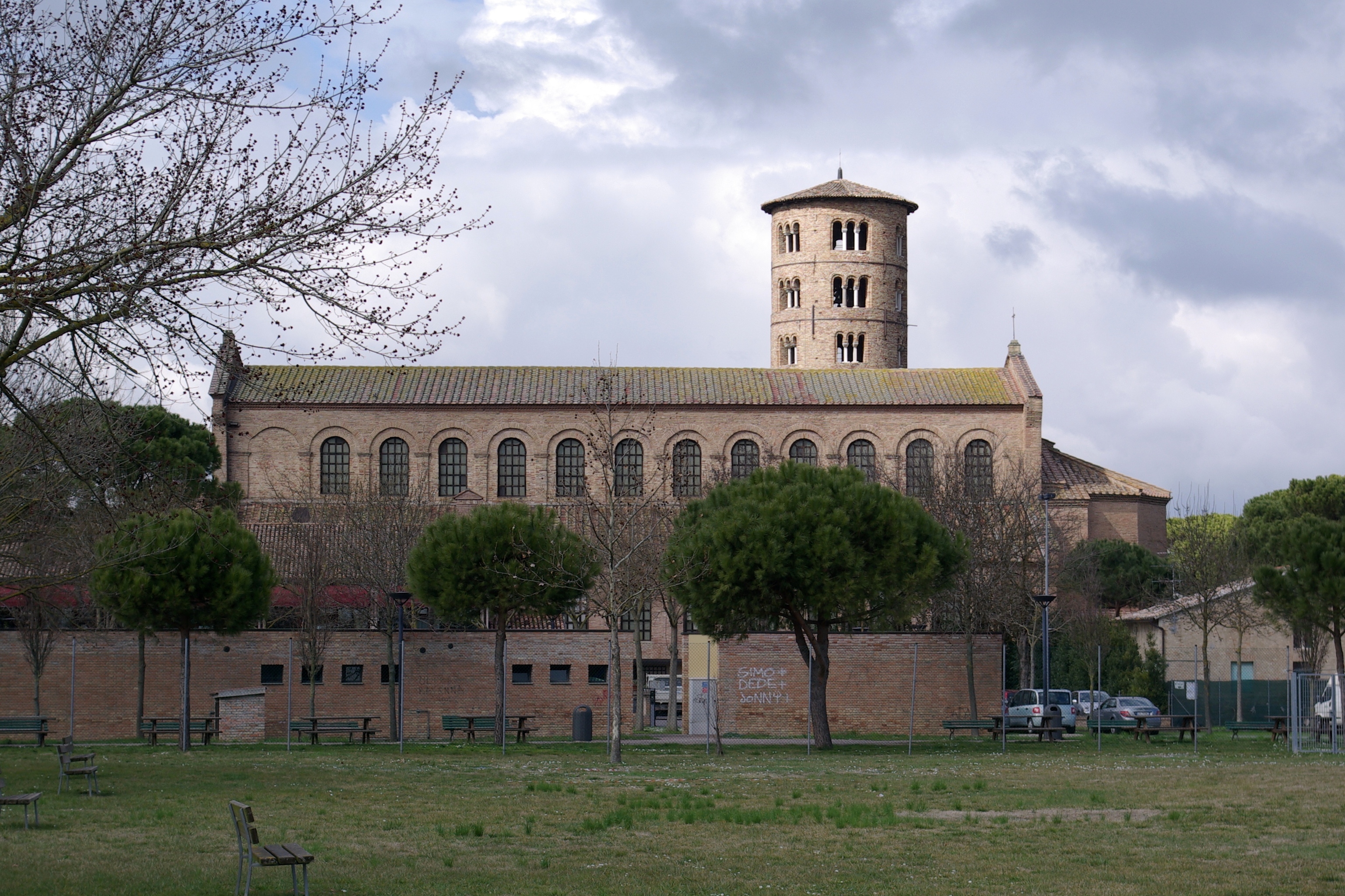
كاتدرائية سانت أبوليناري إن كلاسي

1. ↑  "Superficie di Comuni Province e Regioni italiane al 9 ottobre 2011" (بالإيطالية). Istituto nazionale di statistica. Retrieved 2019-03-16.
2. ↑   https://demo.istat.it/?l=it. {{استشهاد ويب}}: |url= بحاجة لعنوان (مساعدة) والوسيط |title= غير موجود أو فارغ (من ويكي بيانات) (مساعدة)
3. ↑  الإدريسي (1154)، نزهة المشتاق في اختراق الآفاق، ص. 747، QID:Q1089336
4. ↑  بيانات من موقع ISTAT - Istituto nazionale di statistica (ISTAT);  اطلع عليه بتاريخ 28-12-2012. نسخة محفوظة 7 فبراير 2020 على موقع واي باك مشين.